# 马克塔利亚共和国

马克塔利亚共和国和其他“共和国”

马克塔利亚共和国（西班牙語：República de Marquetalia）是哥伦比亚的一个政治术语，被用来指代哥伦比亚农村中由共产主义农民游击队在“暴力时期”（约1948年—1958年）控制的飞地。哥伦比亚保守党的国民议会议员将这些飞地（包括马克塔利亚）描述为“独立共和国”，认为需要通过军事力量将其纳入国家控制之下。这些飞地最终在1964年5月的“马克塔利亚行动”中被哥伦比亚国民军攻陷。
一些共产主义幸存者最终在其他地方重新集结起来，成为1964年成立的“南方集团”游击队的一部分，该游击队是哥伦比亚革命武装力量（1966年正式成立）的前身。